# بيتر ليسوف
بيتر ليسوف (بالبلغارية: Петър Лесов)‏ (مواليد 12 سبتمبر 1960) هو ملاكم بلغاري، مثّل بلاده في الألعاب الأولمبية الصيفية 1980 وحقق الميدالية الذهبية في فئة وزن الذبابة.

## روابط خارجية
بيتر ليسوف على موقع بوكس ريك (الإنجليزية) (registration required)
- بيتر ليسوف على موقع أوليمبيديا (الإنجليزية)